# John Carlberg
John Otto Carlberg, född 16 september 1904 på Råby gård, Dingtuna socken,
Västmanland, död 7 april 1985 i Stocktorp, Dingtuna-Lillhärads församling, var en svensk dansare och målare.
Han var son till godsägaren Gustav Leonard Carlberg och Anna Eriksson.
John Carlberg var dansare i Svenska baletten i Paris 1924-25 och i Ryska baletten 1926 och har fram till 1937 varit verksam som dansare i Frankrike, Spanien, England och Sydamerika. Samtidigt med sin utbildning till dansare studerade han dekorationsmåleri senare studerade han vid Högre konstindustriella skolan i Stockholm 1929-1933. Samtidigt med balettens turnéer och uppehåll i olika länder målade och tecknade han. Hans konst bestod av landskap och blomsterstilleben i gouache och akvarell.
Sedan 1937 har han helt ägnat sig åt konsten och har haft separatutställningar i Stockholm 1942 och 1946, Västerås 1943, Karlskoga 1944 och 1947 samt Arboga 1948. Han har deltagit i samlingsutställningar i Stockholm med Sveriges allmänna konstförening och i Karlskoga.
Carlberg är representerad vid Västerås museum och Sala museum.